# Carvedilol
Carvedilol é um bloqueador não seletivo bloqueador beta1/alfa1, utilizado principalmente no tratamento da insuficiência cardíaca congestiva severa, e hipertensão arterial para as quais foi aprovado pela FDA. É comercializado pela Roche sob o nome Dilbloc ® em Portugal e Coreg ® no Brasil, assim como por vários outros laboratórios sob a forma de genéricos.

## Farmacologia
Trata-se de um bloqueador beta adrenérgico de 3ª geração. É um antagonista não-seletivo no enantiómero S(-) dos receptores β-adrenérgicos e selectivo em ambos enantiómeros R(+) e S(-) do receptor α1. Além de bloquear os receptores adrenérgicos β1 e β2, exerce também um efeito antagonista no receptor α1, o que lhe confere o beneficio adicional de reduzir a tensão arterial, devido ao efeito vasodilatador que provoca este antagonismo. Metabólitos do Carvedilol produzem um potente efeito antioxidante. Apresenta ação quinidínica (atividade estabilizadora de membrana), muito devido à protecção que oferece contra certos Radicais livres. Carece de ASI (atividade simpatomimética intrínsica). Complementa a sua acção ainda com propriedades antiarrítmicas entre outras. É, por conseguinte, um antagonista neuro-hormonal de acção múltipla.

## Indicações
O fármaco é utilizado sobretudo no tratamento da insuficiência cardíaca congestiva(ICC) grave, sobretudo num contexto de cardiomiopatia dilatada, complementando o tratamento convencional com IECAs, digitálicos e diuréticos

## Reacções adversas
- Cardiovasculares - hipotensão ortostática por vezes tão acentuada que se aconselha a tomar o medicamento com os alimentos para tornar a sua absorção mais lenta.[4], bradicardia, edema periférico, hipovolemia, redução da circulação periférica, angina de peito, bloqueio aurículo-ventricular, fadiga
- Sistema musculo-esquelético - Artralgia
- Hipersensibilidade - reações cutâneas
- Sistema nervoso - Vertigem, sonolência, alteração da visão, cefaleias
- Aparelho digestivo - Distúrbios gastrintestinais
- Hemorragias
- Lesão hpática

Mais raramente:
- Sangue - Aumento das transaminases e da fosfatase alcalina (reflexo de provável lesão hepática), hiperuricemia, hiponatremia, hipoglicemia,  e púrpura.

## Contra indicações e precauções
O predomínio do grau de bloqueio beta ou alfa varia de paciente para paciente o que torna o uso deste medicamento um pouco problemático. Não aumenta a densidade dos receptores β e não está associado a níveis elevados de simpaticomimética intrínseca (Keating e Jarvis,2003; Cheng et al. 2001).